# Barneville-sur-Seine
Barneville-sur-Seine ist eine französische Gemeinde mit 530 Einwohnern (Stand: 1. Januar 2022) im Département Eure in der Region Normandie (vor 2016 Haute-Normandie). Sie gehört zum Arrondissement Bernay und zum Kanton Bourg-Achard. Die Einwohner werden Barnevillais genannt.

## Geographie
Barneville-sur-Seine liegt an der Seine, etwa 20 Kilometer westsüdwestlich von Rouen in der Landschaft Roumois. Umgeben wird Barneville-sur-Seine von den Nachbargemeinden Jumièges im Nordwesten und Norden, Le Mesnil-sous-Jumièges im Norden, Yville-sur-Seine im Nordosten, Mauny im Osten, La Trinité-de-Thouberville im Südosten, Bosgouet im Süden, Honguemare-Guenouville im Südwesten und Westen sowie Le Landin im Nordwesten.

## Bevölkerungsentwicklung
| Jahr                       | 1962 | 1968 | 1975 | 1982 | 1990 | 1999 | 2006 | 2013 | 2020 |
| Einwohner                  | 330  | 328  | 340  | 419  | 427  | 411  | 455  | 486  | 517  |
| Quellen: Cassini und INSEE |      |      |      |      |      |      |      |      |      |

## Sehenswürdigkeiten

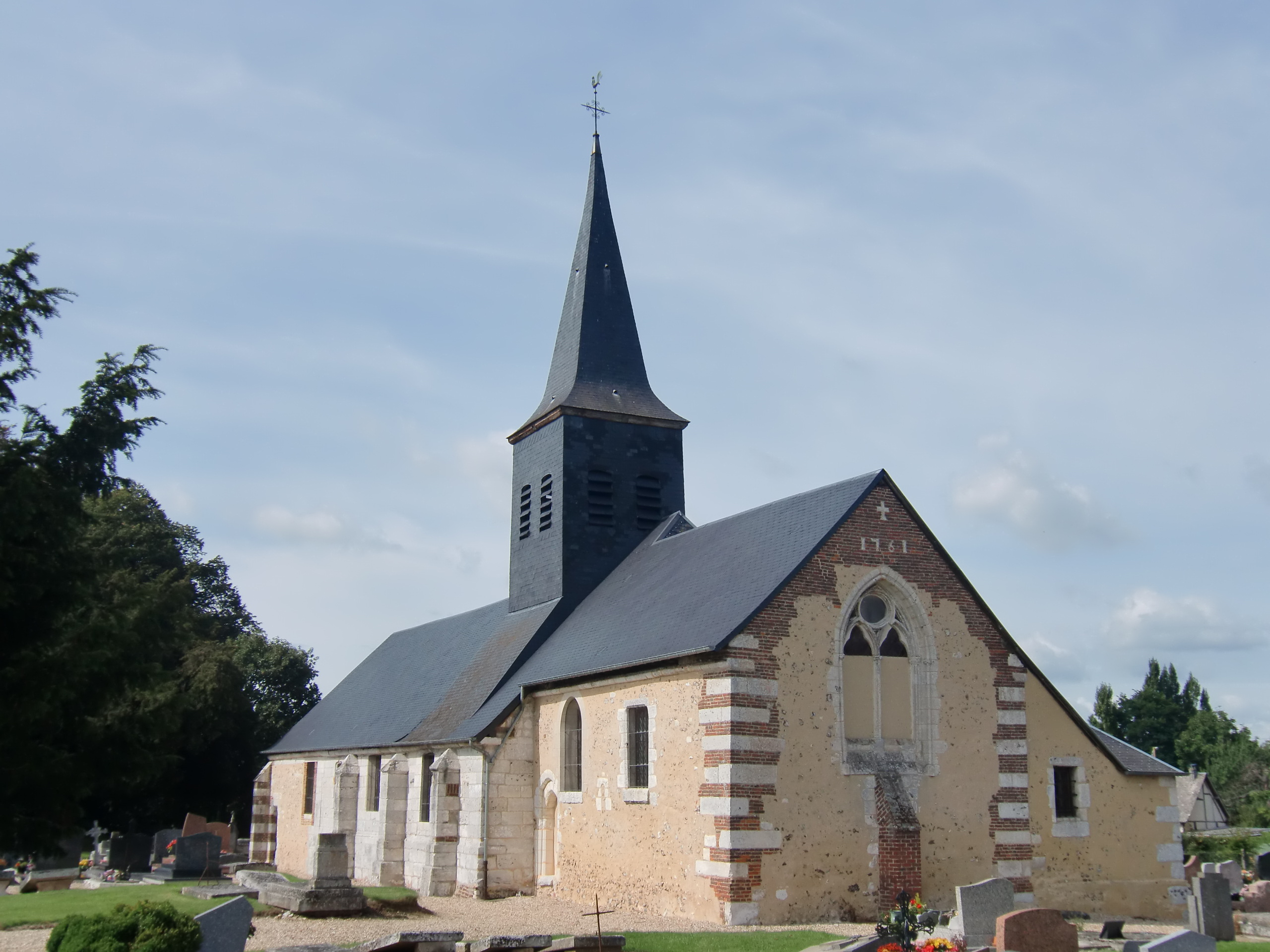
Kirche Notre-Dame

- Kirche Notre-Dame